# تراکستون هر
تراکستون هر (انگلیسی: Truxtun Hare; ۱۲ اکتبر ۱۸۷۸ – ۲ فوریهٔ ۱۹۵۶) پرتاب‌گر چکش و بازیکن فوتبال اهل ایالات متحده آمریکا بود.